# Euphorbia socotrana
Euphorbia socotrana är en törelväxtart som beskrevs av Isaac Bayley Balfour. Euphorbia socotrana ingår i släktet törlar, och familjen törelväxter. IUCN kategoriserar arten globalt som sårbar.
Artens utbredningsområde är Socotra.

## Underarter
Arten delas in i följande underarter:
- E. s. purpurea
- E. s. socotrana